# Sippola gård

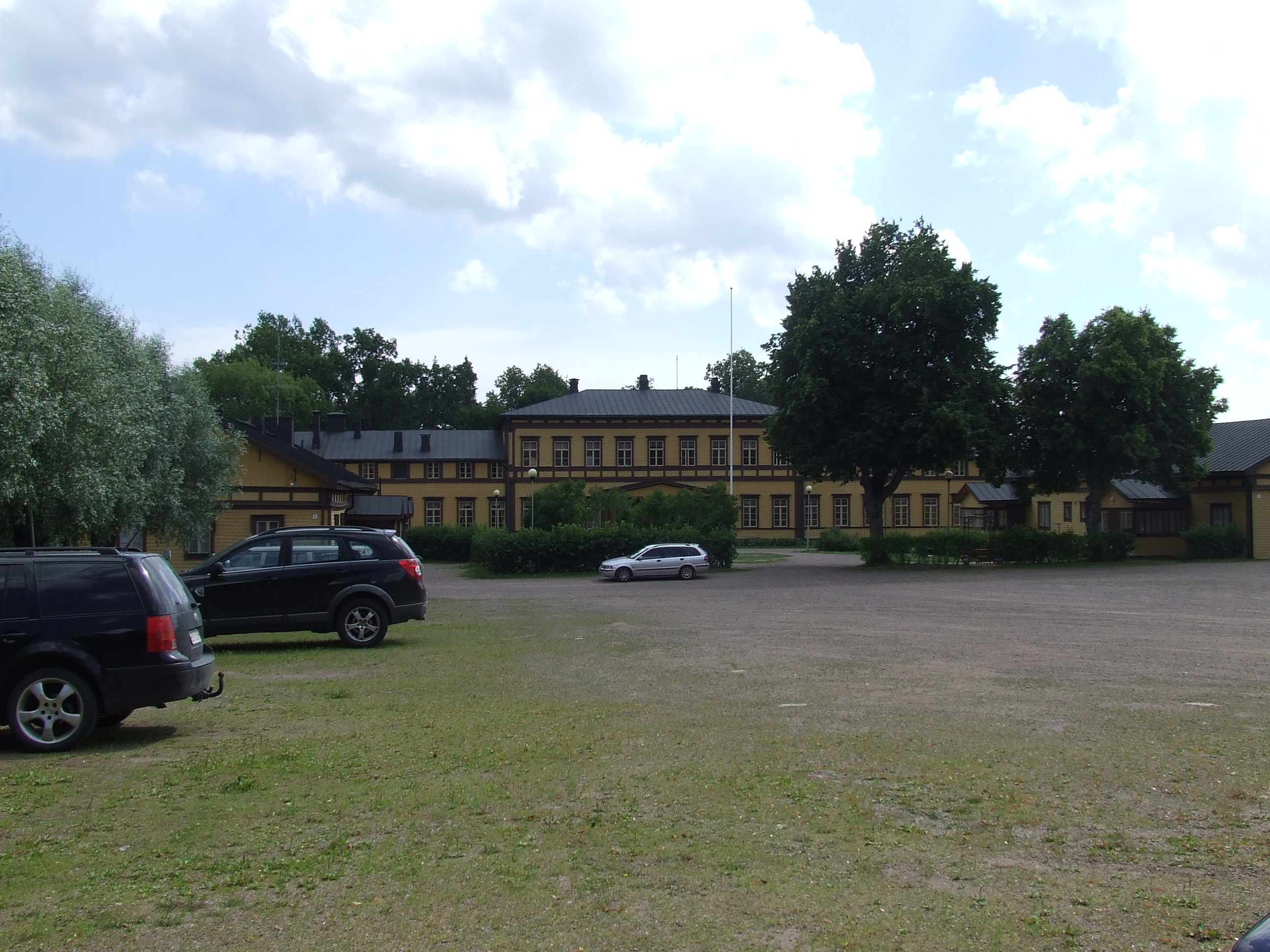
Sippola gård.

Sippola gård är belägen i den tidigare kommunen Sippola i Kymmenedalen, sedan 2009 ingående i staden Kouvola.
Sippola gård förlänades 1649 Lorentz Creutz den äldre och gick i arv inom dennes ätt fram till freden i Åbo 1743, då egendomen blev på ryska sidan och kort därefter kom i allmogehänder. Gården ägdes 1761–1784 av domprosten F. Gudseus, 1784–1899 av ätten von Daehn (bland andra ministerstatssekreterare Woldemar Carl von Daehn 1894–1899) och 1899–1906 av överste Lennart Forstén, kom genom köp 1902 och 1907 i statens ägo och styckades till småbruk.
Sippola gårds huvudbyggnad (av trä, från 1879) rymmer än idag ett skolhem för pojkar (grundat 1909). På gården har funnits ett järnbruk (1691–1704) och ett glasbruk för tillverkning av flaskor (1857–1899). Alexander von Daehn grundade 1856 på gården Finlands första ysteri.